# Sven-Ole Svarfvar
Sven-Ole Svarfvar, född 8 februari 1944 i Finland, är en finlandssvensk violinist.

## Biografi
Sven-Ole Svarfvar är utbildad vid Kungl Musikhögskolan, Stockholm, Edsbergs Musikinstitut och Kungl Musikkonservatoriet i Bryssel. Efter avslutade studier anställdes han som förste violinist, Celibidache-epoken, i Sveriges Radios Symfoniorkester. Senare fortsatte han som 1:e konsertmästare i Den Norske Operas Orkester i Oslo och Svenska Kammarorkestern. Svarfvar har framträtt som solist inom- och utomlands och gjort en mängd solistprogram för svensk och utländsk radio. 
Sven-Ole har bl.a uruppfört Sven-David Sandströms violinkonsert för violin och stråkorkester.
Han är far till den svenske violinisten Christian Svarfvar.